# Supercoppa italiana 1992
La Supercoppa italiana 1992 è stata la 5ª edizione della competizione, disputata il 30 agosto 1992 allo stadio Giuseppe Meazza di Milano. 
La sfida è stata disputata tra il Milan, vincitore della Serie A 1991-1992, e il Parma, vincitore della Coppa Italia 1991-1992.
A conquistare il titolo è stato il Milan che ha vinto per 2-1 con reti di Marco van Basten e Daniele Massaro.

## Partecipanti
| Squadre | Qualificazione                         | Partecipazioni precedenti (il grassetto indica la vittoria) |
| ------- | -------------------------------------- | ----------------------------------------------------------- |
| Milan   | Vincitore della Serie A 1991-1992      | 1 (1988)                                                    |
| Parma   | Vincitore della Coppa Italia 1991-1992 | Nessuna                                                     |

## Tabellino
| Arbitro: | Pairetto (Nichelino) |

|                            |           |                  |
| van Basten 14’ Massaro 70’ | Marcatori | 45’ (rig.) Melli |

| Milan | Parma |

### Formazioni
| Milan:        |    |                       |             |     |
|               |    |                       |             |     |
| P             | 1  | Francesco Antonioli   |             |     |
| TD            | 2  | Mauro Tassotti        |             |     |
| TS            | 3  | Paolo Maldini         |             |     |
| CC            | 4  | Demetrio Albertini    |             |     |
| DC            | 5  | Alessandro Costacurta |             |     |
| DC            | 6  | Franco Baresi (c)     | Ammonizione |     |
| CLD           | 7  | Gianluigi Lentini     |             |     |
| CLS           | 8  | Roberto Donadoni      |             |     |
| AT            | 9  | Marco van Basten      |             |     |
| CC            | 10 | Ruud Gullit           |             | 46’ |
| AT            | 11 | Jean-Pierre Papin     |             | 65’ |
| Sostituzioni: |    |                       |             |     |
| C             | 14 | Alberico Evani        |             | 46’ |
| A             | 16 | Daniele Massaro       |             | 65’ |
| Allenatore:   |    |                       |             |     |
| Fabio Capello |    |                       |             |     |

| Parma:        |    |                     |             |     |
|               |    |                     |             |     |
| P             | 1  | Cláudio Taffarel    |             |     |
| TD            | 2  | Antonio Benarrivo   |             |     |
| TS            | 3  | Alberto Di Chiara   |             |     |
| LIB           | 4  | Lorenzo Minotti (c) |             |     |
| DC            | 5  | Luigi Apolloni      |             |     |
| DC            | 6  | Salvatore Matrecano | Ammonizione |     |
| AT            | 7  | Alessandro Melli    |             |     |
| CC            | 8  | Daniele Zoratto     | Ammonizione |     |
| CC            | 9  | Marco Osio          |             |     |
| CC            | 10 | Gabriele Pin        |             | 70’ |
| AT            | 11 | Faustino Asprilla   |             |     |
| Sostituzioni: |    |                     |             |     |
| C             | 14 | Stefano Cuoghi      |             | 70’ |
| Allenatore:   |    |                     |             |     |
| Nevio Scala   |    |                     |             |     |